# Ilha Capraia
A Ilha Capraia (oficialmente em italiano Capraia Isola) é uma comuna italiana e ilha da região da Toscana, província de Livorno, com 410 habitantes. Há uma ilha homônima, no arquipélago Tremiti. Estende-se por uma área de 19 km², com densidade populacional de 21,6.
É a comuna italiana com menor população entre as que têm acesso ao mar. É uma das sete ilhas que compõem o parque nacional do arquipélago Toscano.

## História
Capraia é rica em história e tem origem muito antiga.  Foi habitada por vários povos como: tirrenos, umbricos, gregos e cartaginenses. Os etruscos  exploravam a madeira para abastecer a ilha de Elba.
O nome da ilha parece estar relacionado com a palavra grega Aegylon, "a ilha das cabras". Por não haver colonização helênica na  ilha, o nome  provavelmente vinha do costume romano ao usar freqüentemente o grecismo. Em etrusco, a palavra "carpa" significa "pedra", portanto,"ilha das pedras."
Já era povoada em tempos pré-históricos, desde 2500 a.C., com pontas de armas encontradas. Em 67 a.C., o cônsul romano Pompeu, o Jovem impôs o controle do arquipélago toscano, iniciando um período de calma com a Pax Romana, que durou até 400 d.C.

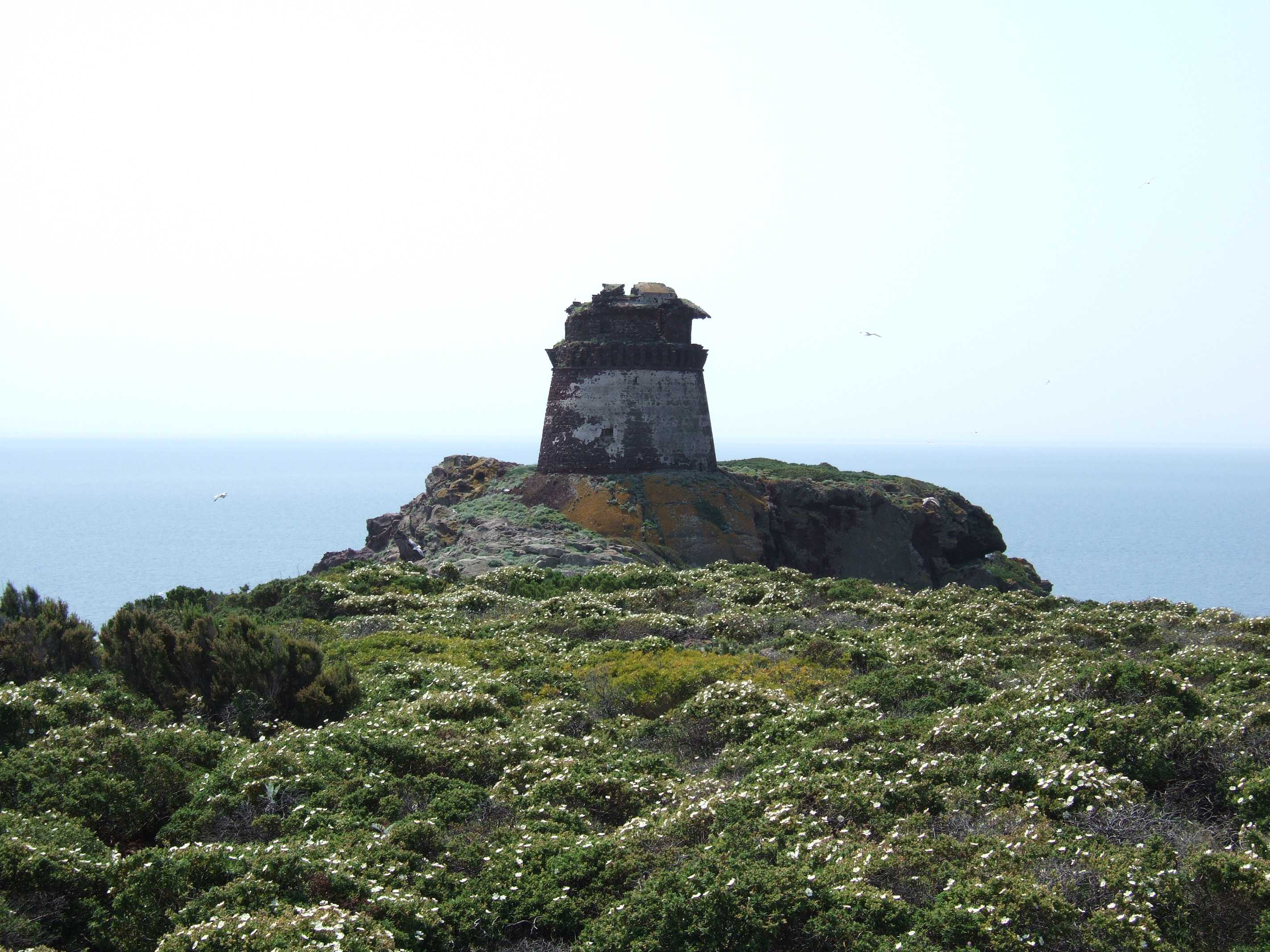
Torre de Zenobito

Neste período surgiram as Ville Patrizie, origem dos ancestrais do imperador Nero, que aumentaram assentamentos na zona da planície. Logo após vieram os monges cristãos Zenobitos.
No século IX, piratas sarracenos atacaram a ilha e os habitantes a abandonaram. Cerca de dois séculos depois, quando a República de Pisa conseguiu repelir os mouros nas ilhas Baleares, foi possível o retorno da população.
Devido as contínuas incursões dos sarracenos, a população preferiu morar na atual área do porto. Enquanto isto, a República de Pisa se empenhou na fortificação da ilha.
As defesas da ilha foram reforçadas pelos genoveses, que assumiram o controle do território.
No século XVI foi construído o forte e torre de Zenobito e a torre do Porto, mas a ilha foi vendida para a República de Gênova, por questão econômica.
Em 1867, a ilha foi ocupada pelos corsos, seguidores de Pasquale Paoli e, no ano seguinte, vendida aos franceses, conforme o Tratado de Versalhes.
Voltou a pertencer aos genoveses, ingleses, franceses, genoveses novamente, até que o Congresso de Viena decidiu que pertenceria ao Reino da Sardenha, instituindo como zona franca  e ao fabrico de tabacos para repovoar a ilha.
Em 1873, após o nascimento do Reino de Itália, a comuna de Capraia, por convenção do Ministério do Interior, cedeu um terço do território para a construção de uma colônia penal agrícola, que foi desmantelada em 1986.

## Geografia
A ilha é situada no canal da Córsega (braço de mar entre o mar Lígure e o mar Tirreno). É a única ilha de origem vulcânica e a terceira por tamanho do arquipélago Toscano, após Elba e Giglio.
Com comprimento de 8 km e largura de 4 km, é realmente mais próxima da costa da Córsega, 31 milhas, do que das ilhas italianas, 54 milhas.
A primeira erupção vulcânica ocorreu cerca de nove milhões de anos atrás na direção de Capo Corso, determinando a formação de uma ilha com extensão duas vezes maior do que a atual.
Devido a um violento terremoto, cerca de metade da ilha,  provavelmente a parte ocidental, onde as falésias são íngremes e agora mais profundas, afundou no mar.

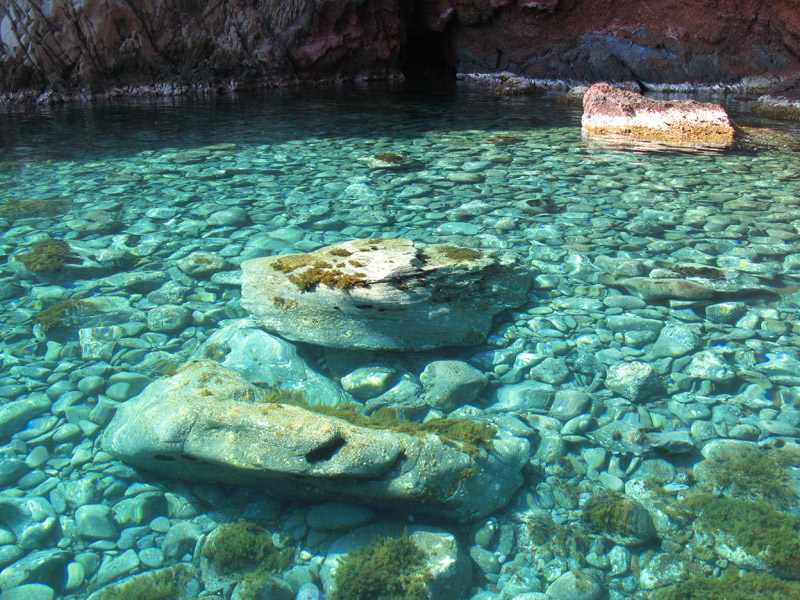
Cala Rossa

Mais tarde,  outro vulcão foi formado, perto do atual monte de Zenobia, cujas sucessivas erupções determinaram a forma atual da ilha. São visíveis os sinais da natureza vulcânica do monte na estrutura basáltica, que serve como pedestal para a torre e nas cores das rochas da famosa Cala Rossa.
A morfologia do território é na maior parte montanhosa. A costa ocidental é muito íngreme, enquanto que ao leste, as encostas são mais dóceis.
Pico mais alto da ilha é o Monte Castelo, que atinge uma altura de 445 m. As únicas áreas planas são a Piana di Santo Stefano e Piana dello Zenòbito.
Do ponto de vista hidrográfico, há muitas correntes sazonais no sistema chamado de vada, nome derivado do árabe uadi, ou cursos de água, que formaram pedregulhos na costa leste da ilha, entre os quais o maior é o Vado del Porto.
A única lagoa do arquipélago Toscano está na ilha e é chamado de lo Stagnone, formado em uma calha natural, através de chuvas e águas subterrâneas.
No fundo do mar, vastas áreas de areia repletas de cardumes.

### Fauna e flora
Capraia é considerado um paraíso para os observadores de pássaros, porque a presença de um açude no arquipélago toscano, torna o destino ideal para muitas aves migratórias. São cerca de 200 espécies. Por esta razão, muitos centros de pesquisa têm a opção de capturá-los com o propósito de anilhamento.
A ilha Capraia possui muitas semelhanças com as duas ilhas mais próximas, no que se refere à natureza: Sardenha e Córsega. É dominada pelo maquis Mediterrâneo.

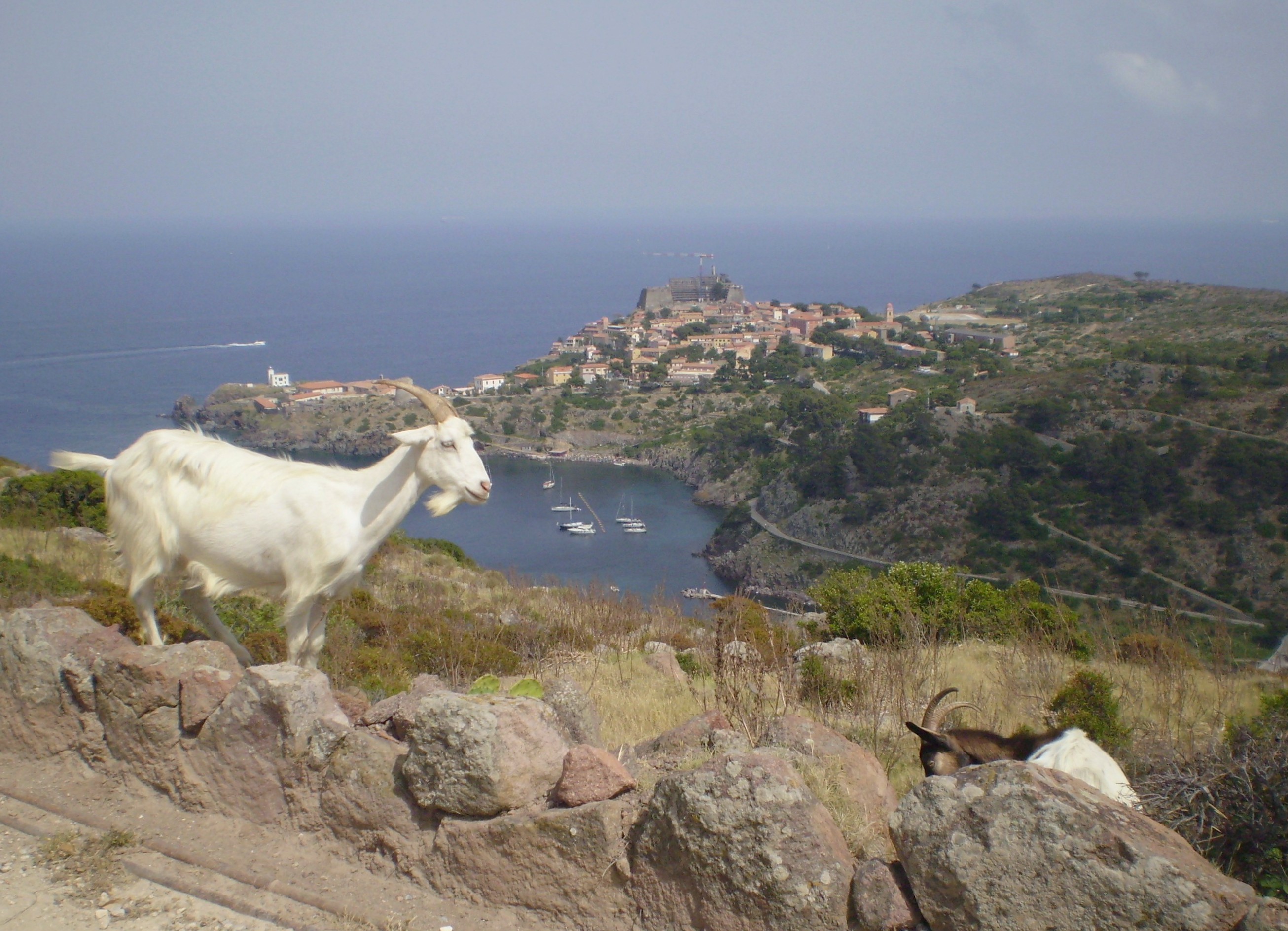
Ilha Capraia

Restam poucas azinheiras originárias da ilha, que desapareceram pela atividade agrícola do passado. Atualmente estão limitadas à área da ex-colônia penal e no monte Campanile.
A flora típica é composta por éricas, medronheiros, aroeiras, murtas sobre o maqui alto. No maqui baixo, principalmente nas zonas costeiras, existem os cistus monspelienses, tojos, euphorbias, oleandros. Os arbustos aromáticos são muito populares também.
As zonas costeiras são dominadas pela alternância entre as formações rochosas e amplos campos de posidonia oceanica, uma espécie de grama marinha.
São endêmicas de Capraia: escovinha, menta nana, típica da região, serapias strictiflora, ginestra spinosa', linaria .
Em relação à fauna, há uma ampla variedade: gaivota-de-patas-amarelas, corvo-marinho de crista, bobo-pequeno, gaivota-de-audouin, muflão e tantos outros.

## Economia
A principal fonte de renda é o turismo receptivo, no entanto, o setor de serviços necessita de reforços nas estruturas locais, especialmente quanto às acomodações.
O porto não foi projetado para embarcações de grande porte.
Os turistas tem boas condições para praticar esportes de aventura, como mergulho, beneficiando-se das facilidades disponibilizadas por um centro de mergulho e, claro, respeitando as regras impostas pela cooperativa que gerencia a reserva natural de Capraia.

### Locais de interesse
- Igreja de São Nicolau
- Igreja e Convento de Santo Antônio
- Igreja de Santa Maria Assunta
- Igreja de Santo Estêvão
- Forte de San Giorgio
- Torre do Porto
- Torre do Banho
- Torre da Rainha
- Torre de Zenobito

### Serviços
- Estacão ferroviária; porto para embarcações de médio e grande porte; hospital; guarda de finanças, corpo de bombeiros e tribunal: em Livorno.
- Aeroporto: em Pisa/San Giusto
- Farmácia, serviços ambulatorias e polícia: na ilha [7]

## Cultura e sociedade
O único dialeto em Capraia até recentemente, era o capraiese, similar à língua corsa e pouco do dialeto toscano. Porém extinguiu-se no decorrer do século XX, com a renovação da população da ilha, que foi substituída em grande parte por imigrantes, familiares de funcionários da colônia penal.
Em 6 de dezembro é celebrado o dia de San Nicola, patrono de Capraia.

### Enogastronomia
A ilha Capraia, apesar de seu pequeno tamanho, oferece alguns produtos típicos de excelente qualidade.
Um deles é o Néctar de Capraia, mel especial de flores silvestres, que em 1999 ganhou o prêmio de melhor mel de flores silvestres italiano.
Das frutas típicas são obtidos o Nocino, Licor e Grappas de Mirto e Amarene, Limoncino, Grappa de mel e o vinho Sangiovese. A ilha também possui doces e queijo de cabra da mais alta qualidade.

### Administração
Prefeito: Gaetano Guarente (lista cívica ) em 16 de maio de 2011 (1º mandato) 

## Galeria de fotos

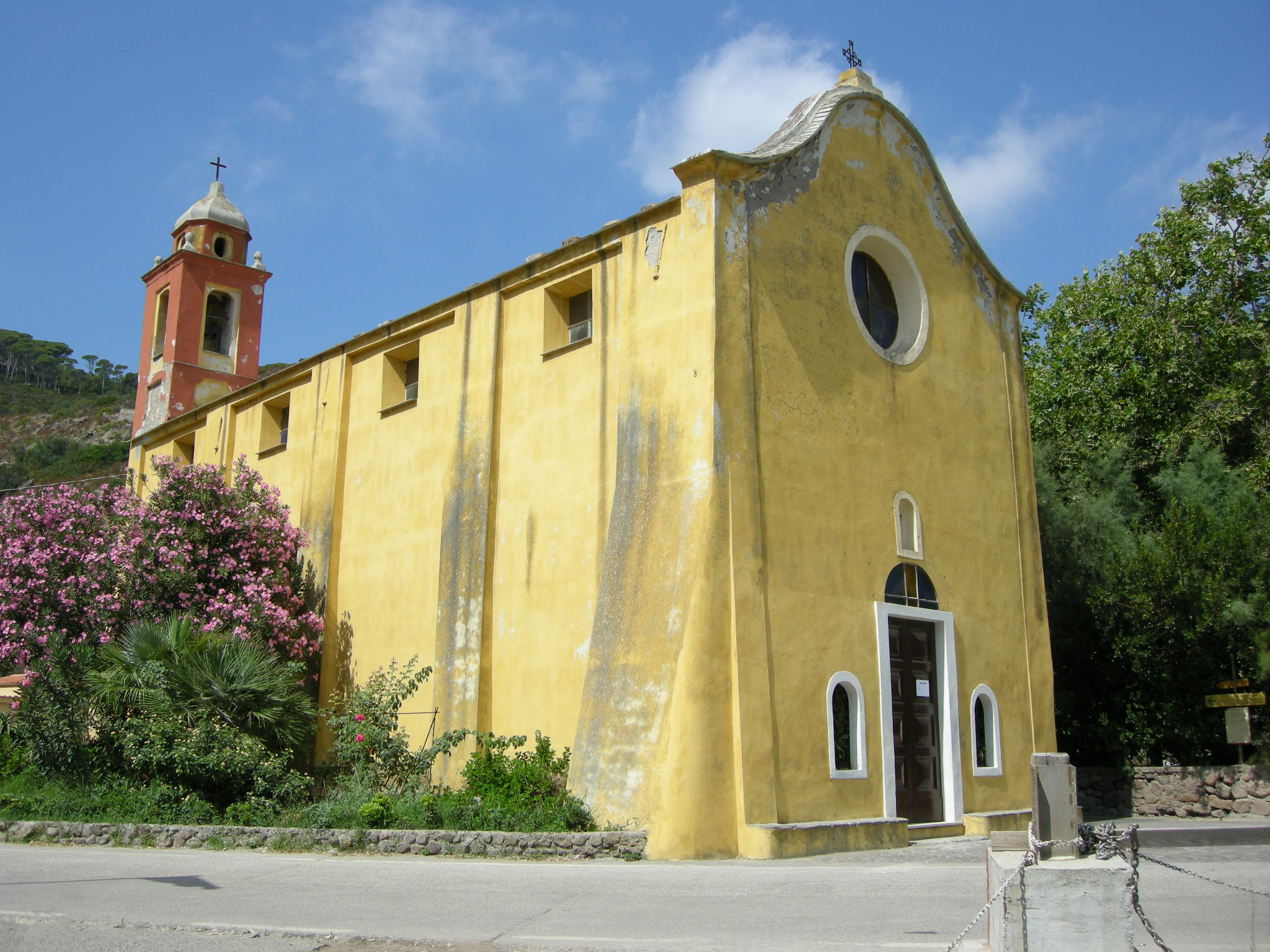
Igreja de Santa Maria Assunta
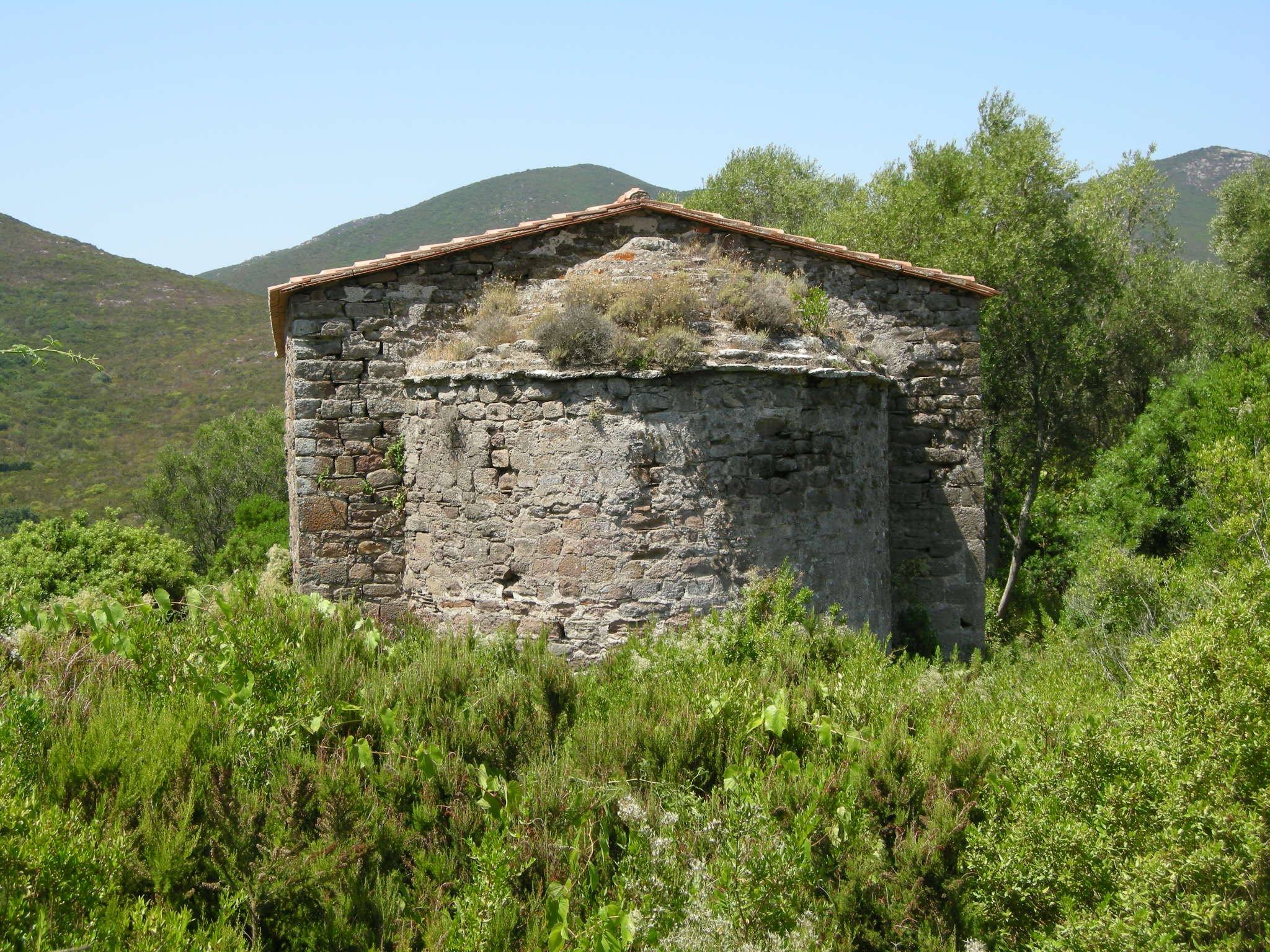
Santo Stefano
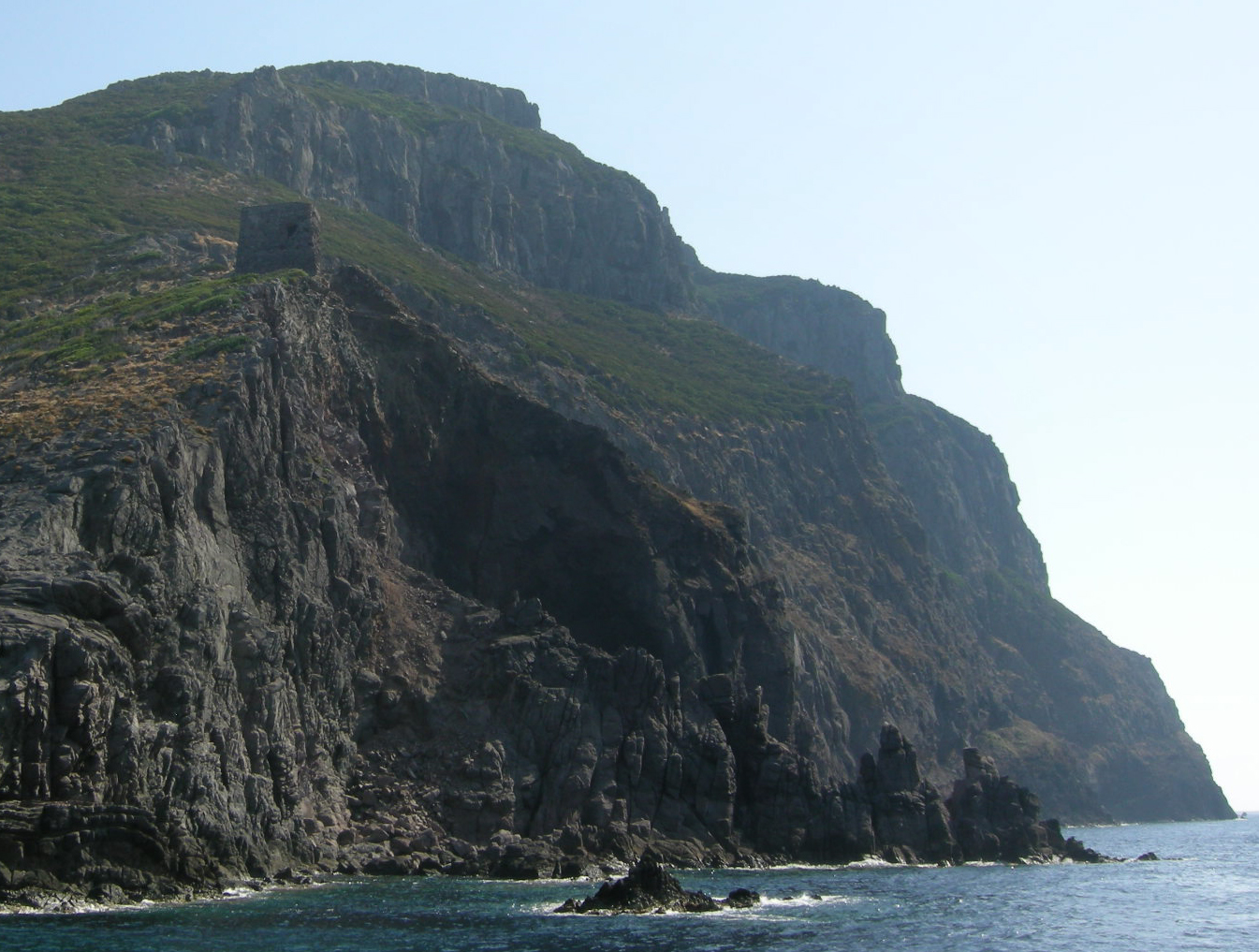
Torre da Rainha
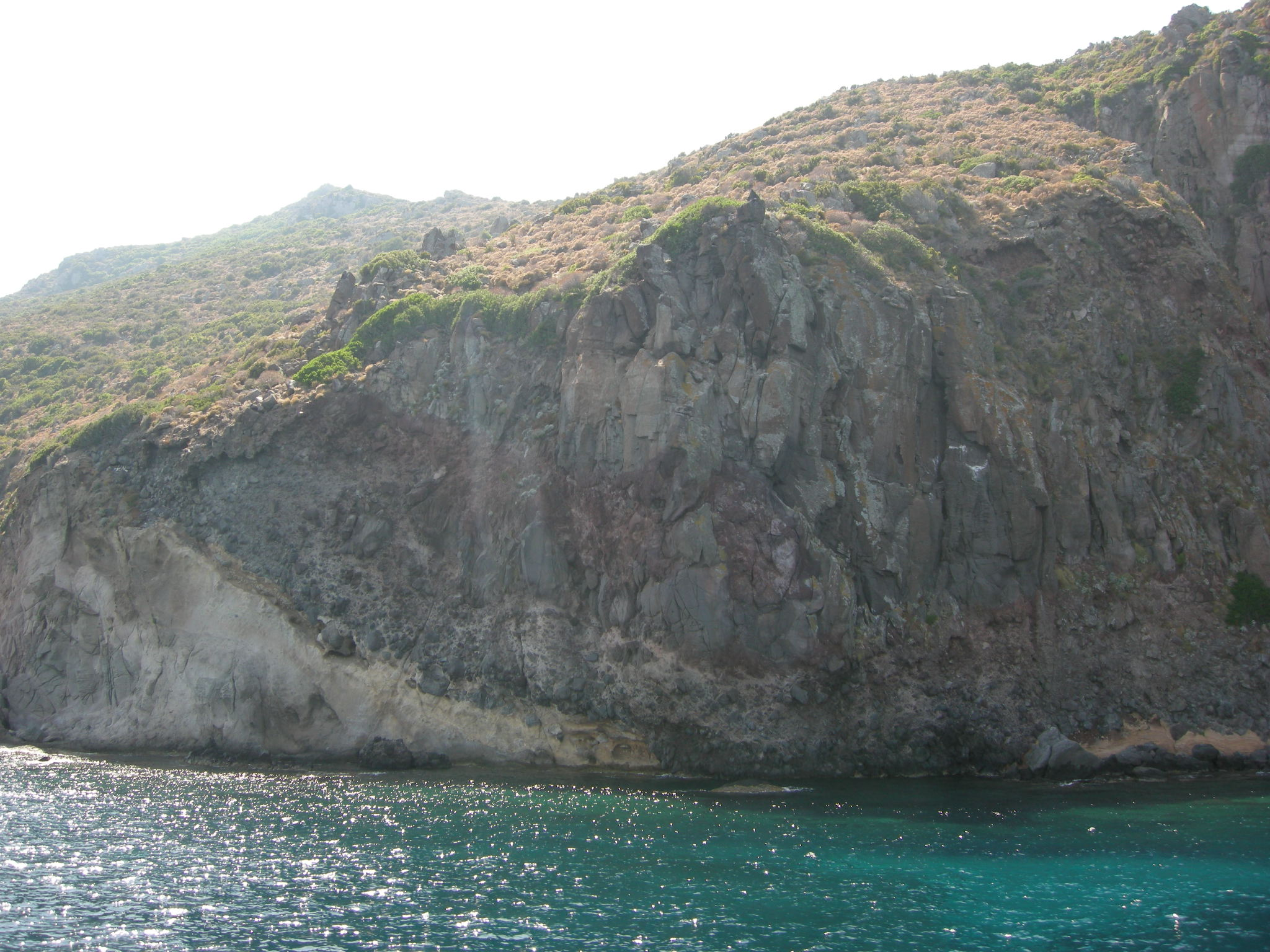
Giro periplo
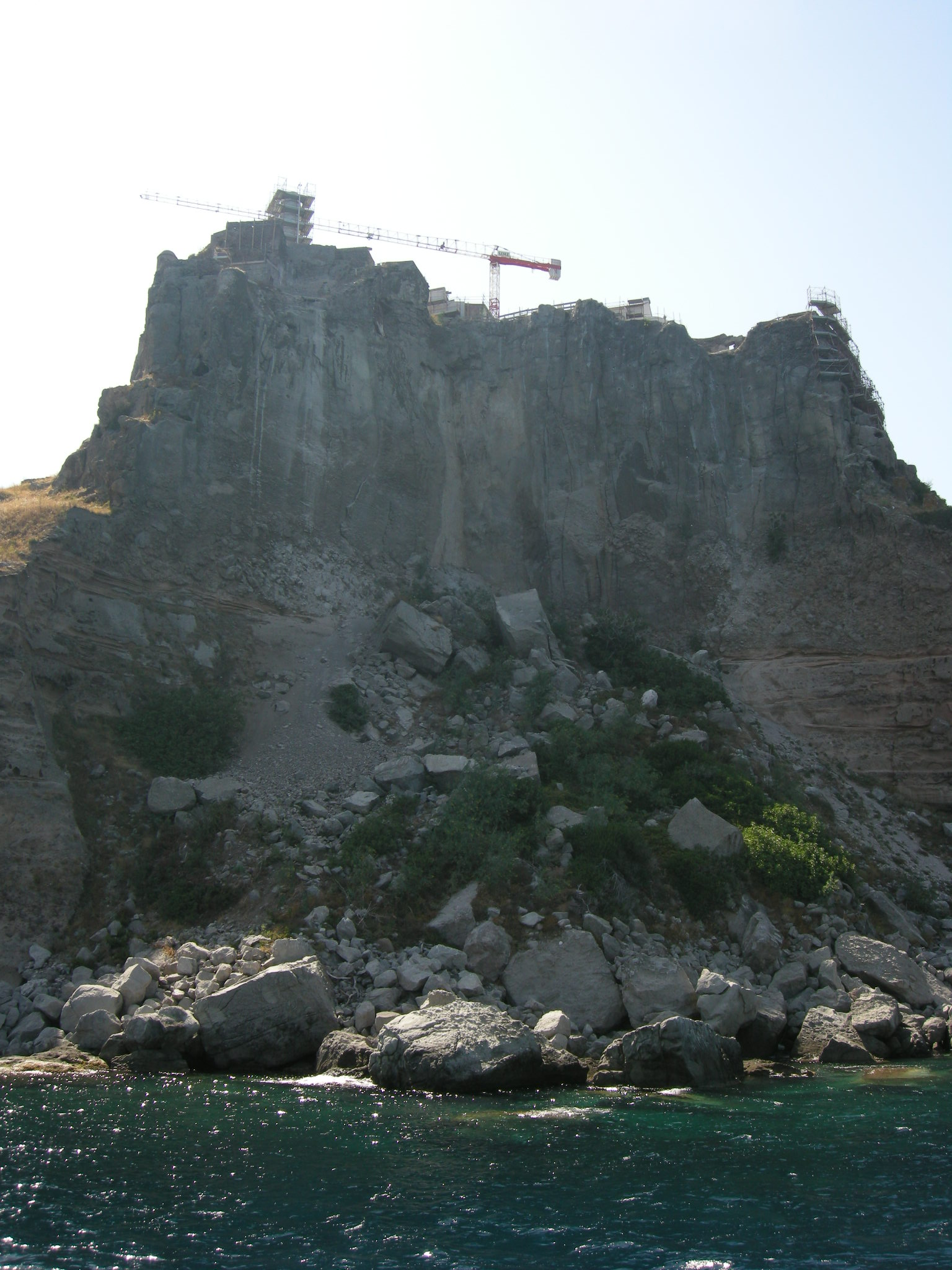
Forte de San Giorgio
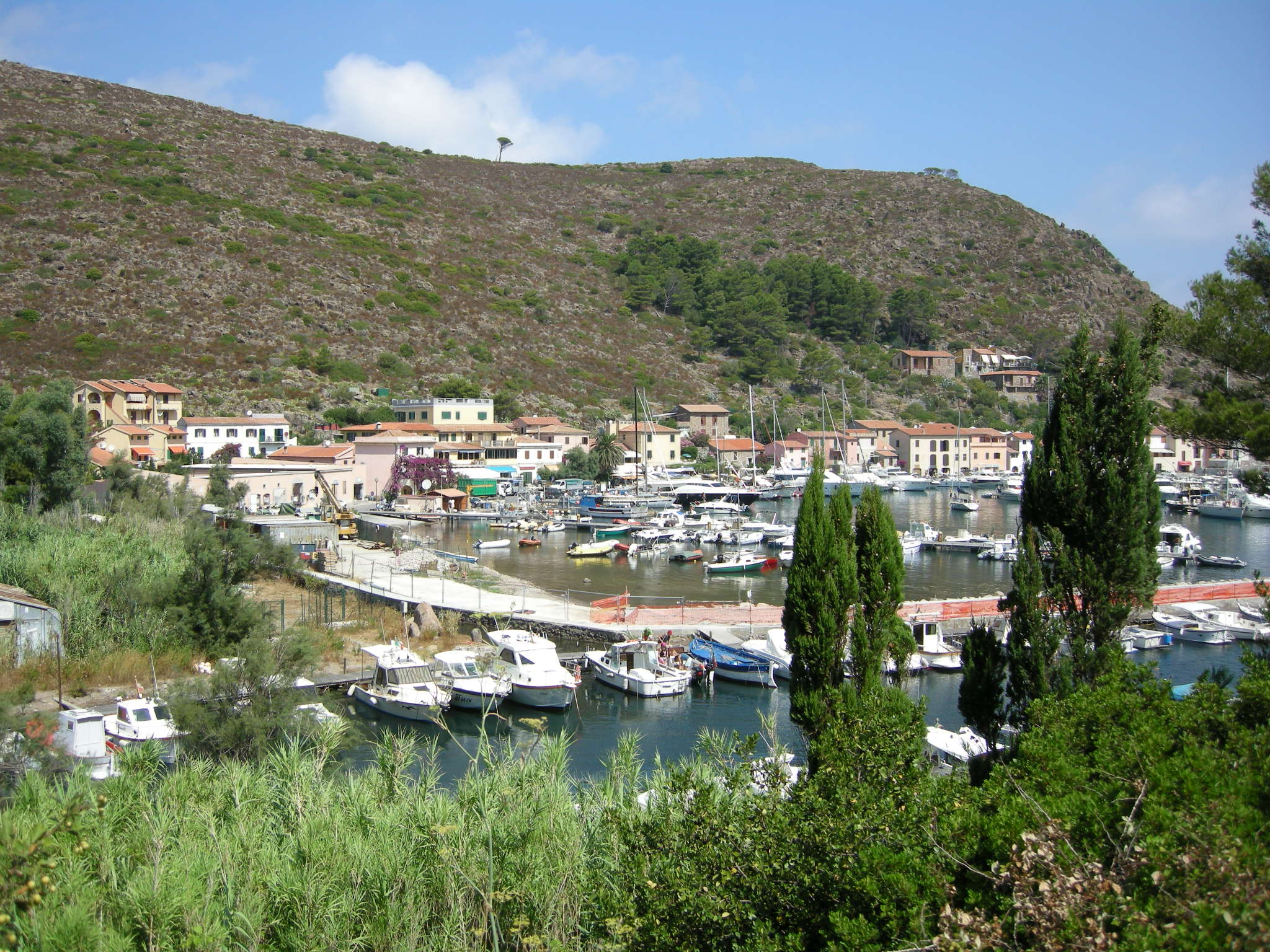
Porto
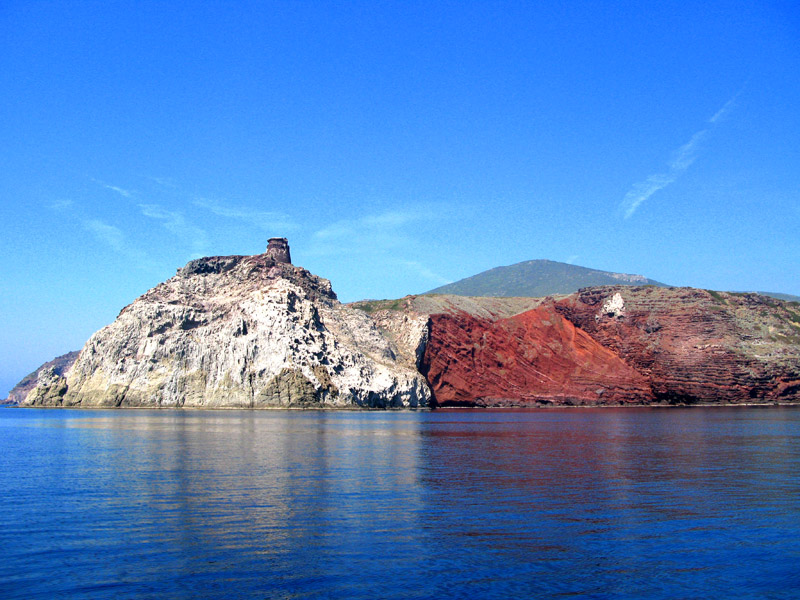
Calla Rossa
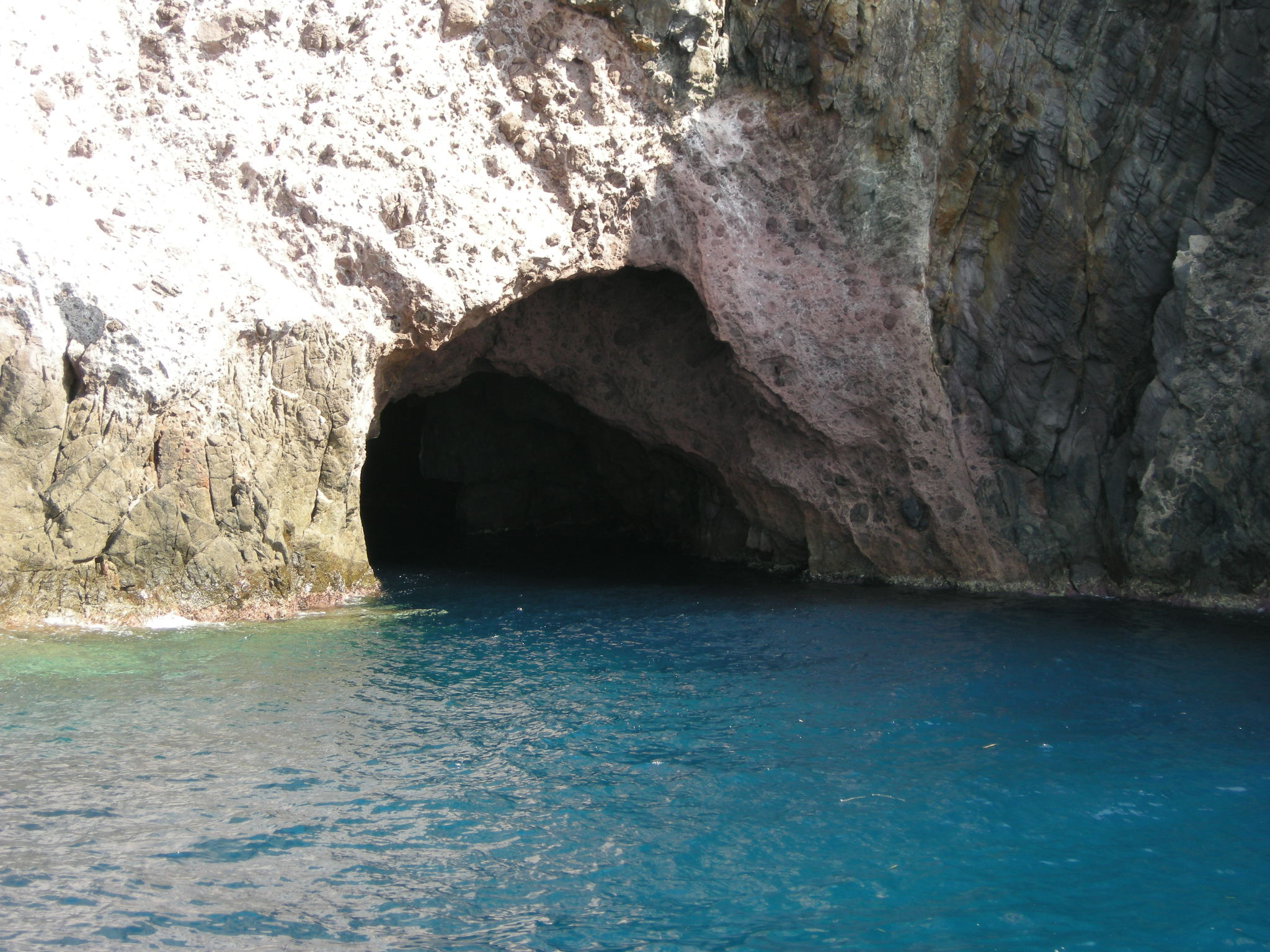
Giro periplo-Gruta
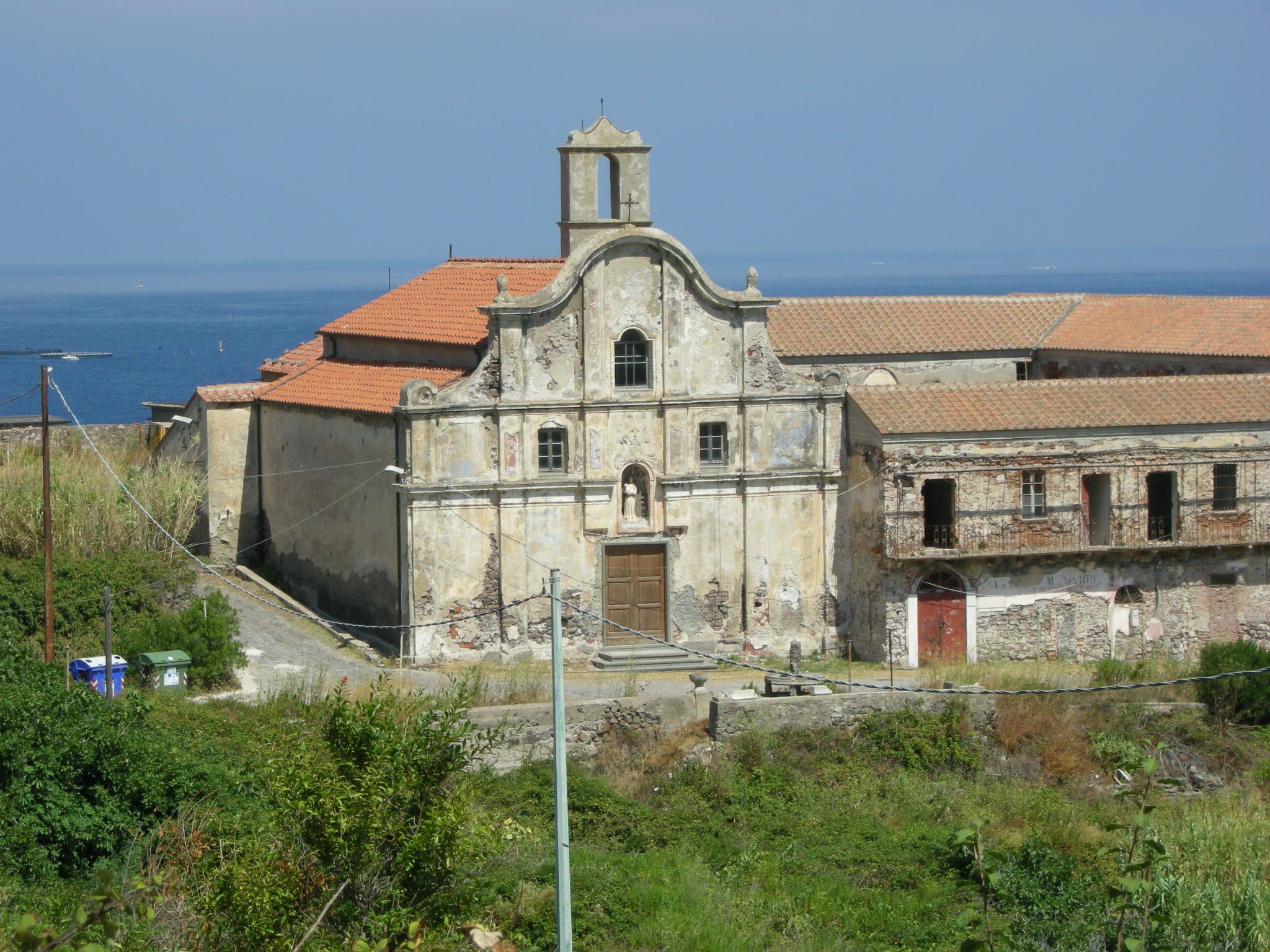
Igreja e Convento de Santo Antonio
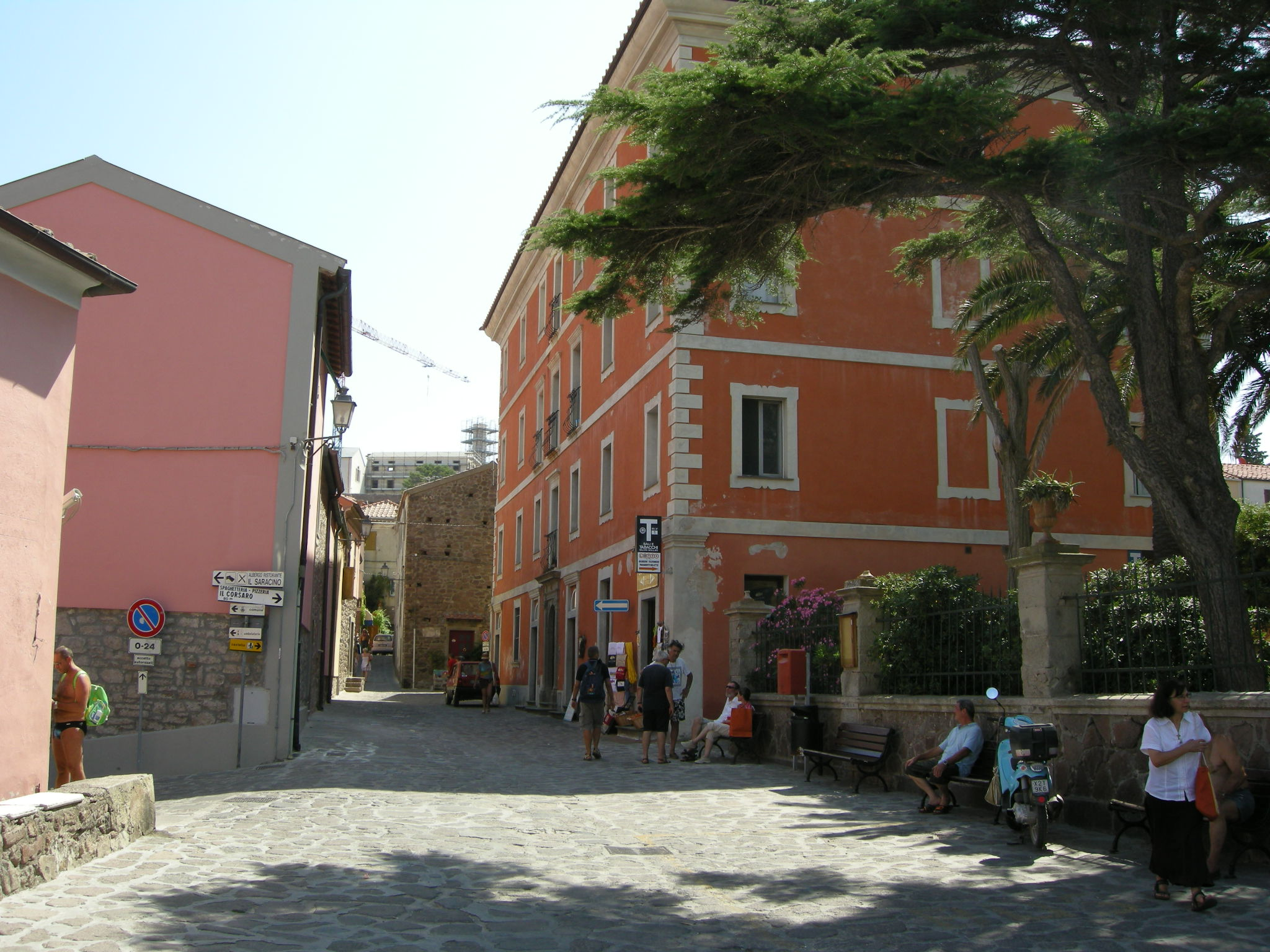
Capraia